# Abduzione
Il termine abduzione (dal latino ab ducere, condurre da) indica un sillogismo in cui la premessa maggiore è certa mentre quella minore è solamente probabile.

## Origini
L'abduzione (in greco ἀπαγωγή, apagōghḕ) fu usata per la prima volta da Aristotele, che la distingueva sia dall'induzione che dalla deduzione. L'abduzione ha una minore valenza dimostrativa, poiché nel sillogismo che la rappresenta, mentre la premessa maggiore è certa, quella minore è dubbia. La conclusione è quindi caratterizzata dalla probabilità. Ad esempio:
- premessa maggiore (certa): tutto quello che non muore non è un oggetto materiale;
- premessa minore (dubbia): l'uomo ha un'anima immortale;
- conclusione (probabile): l'anima dell'uomo non è un oggetto materiale.

Nei sillogismi, la conclusione deriva dalla connessione della premessa maggiore con la minore, resa possibile dalla presenza del termine medio in entrambe le premesse (in questo caso, "tutto quello che non muore" nella premessa minore è il predicato "immortale"). Nel caso dell'abduzione, la conclusione si presenta con un grado di verità uguale o inferiore a quello della premessa minore: nell'esempio, la conclusione, solo probabile, afferma che l'uomo ha un'anima non materiale, ma non è certo che sia immortale, poiché la premessa minore è dubbia.

## Deduzione, induzione e abduzione
Il filosofo statunitense Charles Sanders Peirce è stato il primo a proporre il concetto di abduzione come introduzione di ipotesi esplicative e ha sviluppato questo argomento nella sua concezione della logica della scoperta scientifica, estendendo il significato dell'abduzione considerandola "il primo passo del ragionamento scientifico"  in cui viene stabilita un'ipotesi per spiegare alcuni fatti empirici. Peirce teorizzava che il pensiero umano ha tre possibilità di creare inferenze, ovvero tre modi diversi di ragionamento. Questi tre modi sono:
- Il ragionamento deduttivo
- Il ragionamento induttivo
- Il ragionamento abduttivo

Le differenze tra abduzione, induzione e deduzione possono essere così riassunte:
Deduzione
- Regola Tutti i fagioli di questo sacchetto sono bianchi
- Caso Questi fagioli vengono da questo sacchetto
- Risultato Questi fagioli sono bianchi

Induzione
- Caso Questi fagioli vengono da questo sacchetto
- Risultato Questi fagioli sono bianchi
- Regola Tutti i fagioli di questo sacchetto sono bianchi

Abduzione
- Risultato Questi fagioli sono bianchi
- Regola Tutti i fagioli di questo sacchetto sono bianchi
- Caso Questi fagioli vengono da questo sacchetto

Nella deduzione la conclusione scaturisce in modo automatico dalle premesse: date la regola e il caso, il risultato non può essere diverso e rappresenta semplicemente il rendere esplicito ciò che era già implicito nelle premesse. L'induzione consente invece di ipotizzare una regola a partire da un caso e da un risultato: essa si basa sull'assunzione che determinate regolarità osservate in un fenomeno continueranno a manifestarsi nella stessa forma anche in futuro. A differenza della deduzione, e come la stessa abduzione, l'induzione non è logicamente valida senza conferme esterne (nell'esempio di cui sopra, basterebbe un solo fagiolo nero nel sacchetto a invalidare la regola).
Osservando quello che per il filosofo statunitense è "un fatto sorprendente" (abbiamo dei fagioli bianchi) e avendo a disposizione una regola in grado di spiegarlo (sappiamo che tutti i fagioli di questo sacchetto sono bianchi) possiamo ipotizzare che si dia il caso che questi fagioli vengano da questo sacchetto. In questo modo noi abbiamo accresciuto la nostra conoscenza in quanto sappiamo qualcosa di più sui fagioli: prima sapevamo solo che erano bianchi, ora possiamo anche supporre che provengano da questo sacchetto.
L'inferenza abduttiva è volta a stabilire l'ipotesi che spiega nel migliore dei modi una proposizione. L'abduzione, secondo Peirce, è l'unica forma di ragionamento suscettibile di accrescere il nostro sapere, ovvero permette di ipotizzare nuove idee, di indovinare, di prevedere. In realtà tutte e tre le inferenze individuate permettono un accrescimento della conoscenza, in ordine e misura differente, ma solo l'abduzione è totalmente dedicata a questo accrescimento. È altresì vero che l'abduzione è il modo inferenziale maggiormente soggetto a rischio di errore.
L'abduzione, come l'induzione, non contiene in sé la sua validità logica e deve essere validata per via empirica; non si potrà mai però avere una conferma assoluta, bensì solo in termini di probabilità: potremo dire di avere svolto un'abduzione corretta se la Regola che abbiamo scelto per spiegare il nostro Risultato riceve tali e tante conferme che la probabilità che sia quella giusta equivalga ad una ragionevole certezza e se non vi sono altre Regole che spiegano altrettanto bene i fatti osservati.
Dal Manifesto di Psòmega  possiamo leggere: